# Karlova Ves (Rakovníki járás)
Karlova Ves település Csehországban, Rakovníki járásban. Karlova Ves Roztoky, Skryje, Broumy, Hřebečníky és Branov településekkel határos. Lakosainak száma 127 fő (2024. január 1.).

## Népesség
A település lakosságának változását az alábbi diagram mutatja:
| Lakosok száma | 227  | 208  | 194  | 169  | 144  | 113  | 129  | 132  | 129  | 127  |
|               | 1869 | 1890 | 1921 | 1950 | 1980 | 2001 | 2017 | 2019 | 2022 | 2024 |